# 臺灣人日本情結
日本情結，泛指由於日本統治臺灣達50年之久，相當部份臺灣人對日本或其文化、飲食習慣等產生了程度不一的文化認同。

## 概述
其原因或為台灣日治時代中後期，大日本帝國對台灣採取內地延長主義，各項雖出於日治時代心態仍對台灣有正面影響的建設，使社會一度出現安定繁榮。同時日本於臺灣推行皇民化運動，使臺灣人受日本文化同化；加上戰後中華民國政府治台的威權統治，以及與中國大陸人士之間不同的歷史記憶和價值觀的落差，導致一些台灣人在二次大戰後對日治時期產生某些程度的懷念。儘管戰後中華民國政府進行去日本化，推行民族主義教育、強調日本侵略壓榨台灣的層面，並把日治時期台灣的抗日運動與中國抗日戰爭做連結，欲令臺灣人產生反日情緒，並教育台灣人應「認同中國為祖國」。另外一個普遍的觀點是，由於中國國民黨治下的中華民國政府高壓統治台灣，發生228事件、白色恐怖等台灣人認為比日治時代政府更血腥殘暴之事，使他們許多原對傾慕的「祖國」失望而厭惡，始懷念舊時日本政府之統治。加諸美蘇對峙、中共諸多暴行、中華民國跟日本同為美國盟友、中華人民共和國於國際打壓和排擠台灣，均令台灣人厭忿，故對日本憎恨驟減。
台灣人普遍對日本人友善，當今日本民間對台灣亦友好。

## 建設
日治期間的台灣有許多建設大都保存完整，且部分至今仍在使用，詳細請參閱完整分類。

### 事件
- 日治台灣
- 內地延長主義
- 皇民化運動
- 1930年代臺灣：日本統治台灣的最後一個十年，台灣在此時受到西方文明思潮巨大的衝擊。也有觀點認為此時代為台灣日治時期的「黃金年代」。
- 台灣民政府：爭議團體，主張台灣主權屬於日本。
- 臺灣對東日本大震災之援助及各界反應

### 事物
- 飛虎將軍廟
- 東石富安宮
- 鳳山紅毛港保安堂
- 灣生
- 台灣少年工/台灣高座會
- 價值觀外交
- 《台灣論》
- 台籍日本兵/高砂義勇隊

### 相關影視作品
- 海角七號
- KANO
- 灣生回家

## 外部連結
- YouTube上的台灣人為何這麼愛日本之謎（日語）